# Ніколаус Германус
Ніколаус Германус (лат. Donnus Nicolaus Germanus, 1420 — 1490) — німецький середньовічний вчений, картограф, друкар, ілюстратор, монах-бенедиктинець. Проживав і працював у Флоренції.

## Біографія

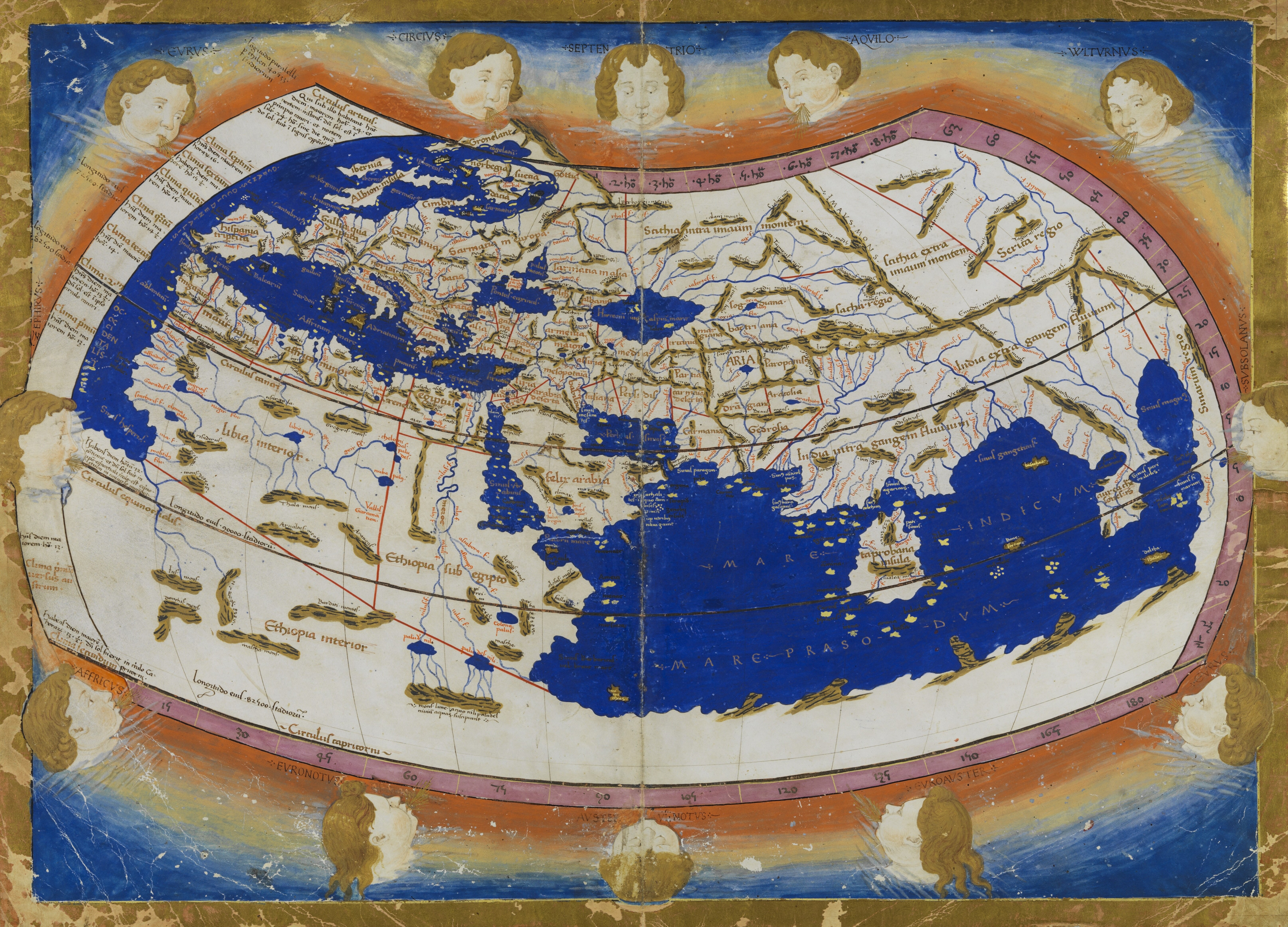
Рукописна версія карти світу Птолемея Ніколауса Германуса від 1467 р. Відображено форми Ніколауса Германуса в 2-й проєкції Птолемея і додане розширене знання Скандинавії на північному заході.

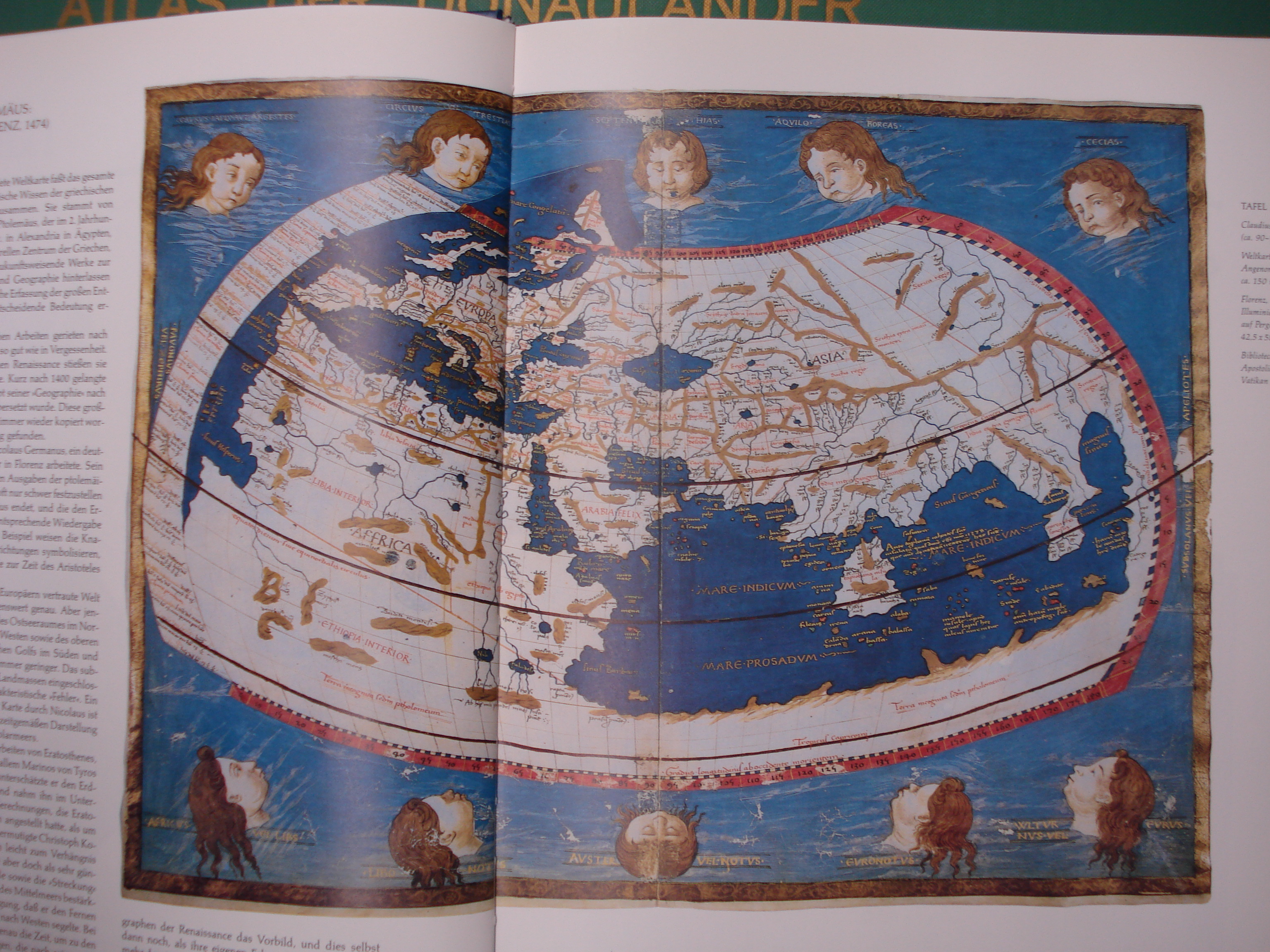
Друкована версія карти Ніколауса Германуса від 1474 р.

Ніколаус Германус у 1466 р. виконав креслення в трапецієподібній проєкції карти Клавдія Птолемея, користуючись латинським перекладом його «Географії». Він запропонував нові правила позначення гір, річок, озер та кордонів. Ще однією особливістю його роботи було те, що числові значення широти і довготи він підписував не на паралелях і меридіанах, а в проміжках між ними. Міста позначалися золотистими кружками, а ті міста, для яких були астрономічні координати, оточувалися чорними крапками.

Ця версія, від якої збереглося кілька рукописних копій, послужила основою для карт у виданні атласу в Болоньї у 1477 р. 1467 р. Н. Германус ще раз переробив зміст «Географії». Він заново виготовив карту світу в новій проєкції, додавши Скандинавію та інші країни Півночі. Так само, як і на оригінальній карті Клаудіуса Клавуса, Гренландія розташована на захід від Скандинавії. Крім того, Германус додав три нові карти — Скандинавії і Півночі, Іспанії та Італії.
В 1468 р. Германус виготовив свій третій варіант «Географії», «пересунувши» на цей раз Гренландію на північ від Скандинавії, а Ісландію на північ до тієї ж широти, приблизно так, як вважав за потрібне Філластр. До атласу додалися ще дві карти — Галлія і Палестина. З карт цієї версії «Географії» (третього варіанту Н. Германуса) друкувалися карти видань в Ульмі 1482 і 1486 рр.
Його вплив можна помітити в багатьох надрукованих пізніше картах і атласах, таких, як карти Генріка Мартелла Германуса, римське видання Птолемея 1507 р. тощо.